# Junta de Defensa Nacional
La Junta de Defensa Nacional va ser l'organisme creat el 24 de juliol de 1936 pels militars revoltats en el fallit cop d'estat que va donar lloc a la Guerra Civil espanyola i que va assumir durant un temps i de forma col·legiada la Prefectura de l'Estat del Bàndol nacional.

## Formació
Els conspiradors havien previst que per a dirigir el moviment es constituís un Directori Militar presidit pel general José Sanjurjo Sacanell, però aquest mor el 20 de juliol de 1936 en un accident d'aviació, pel que acorden formar la Junta de Defensa Nacional que seria l'òrgan suprem dels revoltats. Es va establir en Burgos i es componia d'un president, el general de divisió Miguel Cabanellas Ferrer i sis vocals: el general de divisió Andrés Saliquet Zumeta, els generals de brigada Emilio Mola Vidal, Miguel Ponte i Manso de Zuñiga i Fidel Dávila Arrondo i els coronels del cos d'estat major de l'exèrcit Federico Montaner Canet i Fernando Moreno Calderón.
Dues setmanes després, el president signa un decret de la Junta pel qual la bandera tricolor (vermella, gualda i morada) establerta per la Segona República Espanyola va ser reemplaçada per la bicolor (vermella i gualda) que fos introduïda a Espanya per Carles III. El 21 de setembre de 1936 va tenir lloc a Salamanca una reunió en la qual la Junta havia de tractar sobre establiment d'un comandament militar únic que evités certes friccions com les produïdes en els dos mesos ja transcorreguts, la qual cosa va ser aprovat amb l'oposició de Cabanellas. A continuació es va votar la designació i és escollit Francisco Franco (que havia estat a les ordres de Cabanellas a Àfrica) com a Cap de l'Estat i Generalíssim dels Exèrcits manifestant Cabanellas que s'abstenia de votar donada la seva posició contrària a la mesura. Per altra banda, a causa del pes específic de l'exèrcit establert a Àfrica que es traslladava a la península en els inicis de la guerra, Franco, que com general al comandament dirigiria les operacions d'aquest exèrcit, es va postular per al comandament únic, establint-se així per resolució del 12 de setembre, atorgant la Prefectura de l'Estat i el grau de "Generalíssim" a Franco el 29 del mateix mes i proclamant-se l'1 d'octubre amb una desfilada militar en Burgos.
El mateix dia 1, el Butlletí Oficial de l'Estat dels revoltats publicaren un decret de Franco pel qual es dissolia l'anterior Junta de Defensa Nacional i es creava la denominada Junta Tècnica de l'Estat, com òrgan assessor del comandament únic i de la Prefectura de l'Estat Major de l'Exèrcit, les resolucions del qual necessitaven el confirmo del general Franc com Cap de l'Estat. La Junta Tècnica va quedar presidida pel general Fidel Dávila fins al 30 de gener de 1938 que va ser rellevat per Francisco Gómez-Jordana Sousa. Va reaparèixer la Junta de Defensa Nacional en dues ocasions durant el franquisme: el 8 d'agost de 1939, ja acabada la guerra civil, es constitueix com a òrgan assessor del Consell de Ministres (ja creat en 1938); en 1966, amb l'aprovació de la Llei Orgànica de l'Estat, es va crear una Junta de Defensa Nacional dirigida pel President del Govern i integrada pels Caps d'Estat Major dels tres exèrcits, la funció dels quals era d'assessorament en matèria de defensa i amb capacitat per a assumir, al costat del Consell del Regne, funcions de Prefectura de l'Estat en situacions de crisis.
Durant i amb posterioritat a la transició política, s'ha denominat en diverses ocasions Junta de Defensa Nacional a l'òrgan integrat pel president del Govern, el Ministre de Defensa i els Caps d'Estat Major que assessoren al govern en matèria de defensa, sense competències executives.

## Membres
President
- General de Divisió Miguel Cabanellas Ferrer

Vocals
- General de Divisió Andrés Saliquet Zumeta
- General de Brigada Miguel Ponte Manso de Zúñiga
- General de Brigada Emilio Mola Vidal
- General de Brigada Fidel Dávila Arrondo
- Coronel d'Estat Major Federico Montaner Canet
- Coronel d'Estat Major Fernando Moreno Calderón[3]
- Capità de navili Francisco Moreno Fernández (30 de juliol de 1936)[4]
- General de Divisió Francisco Franco Bahamonde (4 d'agost de 1936)[5][6]
- General de Divisió Germán Gil y Yuste (18 d'agost de 1936)[7][6]
- General de Divisió Gonzalo Queipo de Llano y Sierra (19 de setembre de 1936)[8][6]
- General de Brigada Luis Orgaz Yoldi (19 de setembre de 1936)[8][6]